# Saint-Cyr-la-Roche
Saint-Cyr-la-Roche è un comune francese di 464 abitanti situato nel dipartimento della Corrèze nella regione della Nuova Aquitania.

## Società

### Evoluzione demografica
Abitanti censiti